# روب جونسون (موسيقي)
روب جونسون هو موسيقي كندي، ولد في 20 نوفمبر 1971 في إدمونتون في كندا.

## وصلات خارجية
- روب جونسون على موقع IMDb (الإنجليزية)
- روب جونسون على موقع ميوزك برينز (الإنجليزية)
- روب جونسون على موقع أول ميوزيك (الإنجليزية)
- روب جونسون على موقع أول ميوزيك (الإنجليزية)
- روب جونسون على موقع ديسكوغز (الإنجليزية)